# Liste der Kulturdenkmale in der Ostvorstadt (Plauen)

Lage des Stadtteils Ostvorstadt in Plauen

In der Liste der Kulturdenkmale in der Ostvorstadt sind die Kulturdenkmale des Plauener Stadtteils Ostvorstadt verzeichnet, die bis September 2024 vom Landesamt für Denkmalpflege Sachsen erfasst wurden (ohne archäologische Kulturdenkmale). Die Anmerkungen sind zu beachten.
Diese Aufzählung ist eine Teilmenge der Liste der Kulturdenkmale in Plauen.

## Liste der Kulturdenkmale in der Ostvorstadt
| Bild | Bezeichnung                                                         | Lage                               | Datierung                                                   | Beschreibung | ID       |
| ---- | ------------------------------------------------------------------- | ---------------------------------- | ----------------------------------------------------------- | --- | -------- |
|      | Mietshaus in geschlossener Bebauung                                 | Bismarckstraße 2 (Karte)           | 1902                                                        | Dreigeschossiger Klinkerbau von städtebaulichem Wert als Teil eines noch gut erhaltenen Straßenzuges der Stadterweiterung. Mit Nummer 2a Doppelhaus bildend, fünf Achsen, eingezogener Eingang in Mittelachse, Erdgeschoss mit bogigen Öffnungen, über Erdgeschoss kräftiges Gurtgesims, erstes Obergeschoss mit Standard-Fensterverdachungen, mittleres Fenster mit Dreiecksgiebelchen, Fenstereinfassungen mit Stabprofilen, links zweiachsiger Dacherker, drei Schleppgauben. | 09247131 |
|      | Mietshaus in geschlossener Bebauung                                 | Bismarckstraße 2a (Karte)          | 1903                                                        | Dreigeschossiger Klinkerbau von städtebaulichem Wert als Teil eines noch gut erhaltenen Straßenzuges der Stadterweiterung. Mit Nummer 2 Doppelhaus bildend, fünf Achsen, eingezogener Eingang seitlich, Erdgeschoss mit bogigen Öffnungen, über Erdgeschoss kräftiges Gurtgesims, erstes Obergeschoss mit Standard-Fensterverdachungen, mittleres Fenster mit Dreiecksgiebelchen, Fenstereinfassungen mit Stabprofilen, rechts zweiachsiger Dacherker, drei Schleppgauben. | 09247130 |
|      | Mietshaus in halboffener Bebauung                                   | Bismarckstraße 3 (Karte)           | Bezeichnet mit 1905                                         | Entworfen 1905 von Richard Weber für die Eigenvermarktung; historisierende Fassade der Stadterweiterung, von baugeschichtlicher Bedeutung. Dreigeschossiger Putz-Klinker-Bau. Geputzter Mittelrisalit mit Kuppelfenstern wird bekrönt durch Schweifgiebel als Dachausbau und viertes Geschoss. Rechts und links davon die Obergeschosse mit Triplefenstern. Eingang rechts, originales einflügliges Tor mit schmaleren, feststehenden Seitenteilen. Reicher Bauschmuck mit mehreren Putzstuckreliefs im Mittelrisalit und zwischen erstem und zweitem Obergeschoss: Darstellung von Adam und Eva, florale Darstellungen sowie Bezeichnung „1905“. | 09247132 |
|      | Mietshaus in geschlossener Bebauung                                 | Bismarckstraße 4 (Karte)           | 1903                                                        | Zeittypischer Wohnbau mit historisierender Fassade, baugeschichtliche Relevanz. Dreigeschossiger und sechsachsiger Putz-Klinker-Bau auf hohem Sockel, Erdgeschoss mit Putznutung, Segmentbogenöffnungen und nahezu mittiger zweiflügeliger Haustür, über Erdgeschoss Gurtgesims. Die beiden rot geklinkerten Obergeschosse durch kannelierte Putzpilaster verbunden, die das Traufgesims noch durchbrechen und den zentralen geschweiften Giebel (als Dachausbau) rahmen. Obergeschoss-Fensterbrüstungen durch Putzstuckreliefs (Darstellung von Pfauen) verziert, zweites Obergeschoss mit segmentbogenförmigen Fensterverdachungen, die Obergeschoss-Fenster horizontal wie vertikal paarweise zusammengefasst, Dachgiebel flankiert von je zwei Schleppgauben. | 09247129 |
|      | Kemmlerschule                                                       | Fiedlerstraße 3 (Karte)            | 1901–1902                                                   | Viergeschossiger, repräsentativer Neorenaissancebau, baugeschichtliche und ortsgeschichtliche Bedeutung. Schule nach dem Berg Kemmler benannt. Sechzehnachsiger und viergeschossiger Putz-Klinker-Bau, die beiden Seitenrisalite je vier Achsen, der westliche mit aufwendigem Schweif-Treppen-Giebel mit Anleihen aus der Deutschen Renaissance, Erdgeschoss und Sockelgeschoss roter Klinker, die drei Obergeschosse Putz mit Klinker-Fenstereinfassungen und -Hausecken, Gurtgesims mit Zickzackfries und Zahnschnittfries am Kranzgesims, aufwendig gestaltetes Neorenaissanceportal, zweiflügelige Haustür mit Oberlicht, Schlussstein über Tür mit Plauener Stadtwappen, Seitenflügel zweigeschossig, wahrscheinlich Turnhalle, im Seitenrisalit des Hauptbaus Aula. | 09247148 |
|      | Mietshaus in geschlossener Bebauung                                 | Fiedlerstraße 13 (Karte)           | 1905                                                        | Repräsentativer Putzbau mit ambitioniert-eklektizistischer Fassade, baugeschichtliche Bedeutung. Breitgelagerter drei- bis viergeschossiger Putzbau von fünf Achsen, in der Mittelachse über Erdgeschoss ansetzend zweigeschossiger Rechteckerker (Triplefenster) mit Fachwerkhäuschen bekrönt, rechts hinterfangen von größerem Giebel mit Krüppelwalmdach, alle Fensterrahmungen porphyrfarben, Erdgeschoss Segmentbogenfenster. Hauseingang: Rundbogenportal mit Eierstabprofilierung, originale einflügelige Haustür mit Oberlicht und zwei feststehenden Seitenteilen, im Oberlicht ursprünglich Bleiverglasung. Schmiedeeiserne Halterungen für Blumenkästen, Fries am Giebel sowie Löwenkopfdarstellung, gestalterischer Bezug zum Nachbarhaus Nummer 15. | 09247175 |
|      | Mietshaus in geschlossener Bebauung                                 | Fiedlerstraße 15 (Karte)           | 1906                                                        | Verputzter Ziegelbau von baugeschichtlichem und städtebaulichem Wert. Breitgelagerter drei- bis viergeschossiger Putzbau von fünf Achsen, in der Mittelachse über Erdgeschoss ansetzend zweigeschossiger Rechteckerker (Triplefenster) mit Fachwerkhäuschen bekrönt, links hinterfangen von größerem Giebel mit Krüppelwalmdach, alle Fensterrahmungen porphyrfarben, Erdgeschoss Segmentbogenfenster, Hauseingang: Rundbogenportal mit Eierstabprofilierung, originale einflügelige Haustür mit Oberlicht und zwei feststehenden Seitenteilen, im Oberlicht ursprünglich Bleiverglasung, schmiedeeiserne Halterungen für Blumenkästen, über den Obergeschossen Fries aus blauen und weißen Fliesen, gestalterischer Bezug zum Nachbarhaus Nummer 13. | 09247176 |
|      | Mietshaus in geschlossener Bebauung                                 | Fiedlerstraße 22 (Karte)           | 1905                                                        | Teil eines vergleichsweise aufwendig gestalteten Straßenzuges der Ortserweiterung, baugeschichtliche Bedeutung. Jedes Haus im Straßenzug ähnliche Gestaltung, leicht variiert, dreigeschossiger Putzbau mit Sockel aus rotem Klinker, bis zu den Kämpfern der rundbogigen Erdgeschoss-Fenster gehend, Hausmitte ab erstem Obergeschoss risalitartig leicht vorspringend, im bogigen Dachhaus mündenden Risalit Segmentbogenfenster, Putz dekoriert mit Ornamenten, bestehend aus vier blauen und weißen Fliesen. | 09247166 |
|      | Mietshaus in geschlossener Bebauung                                 | Fiedlerstraße 24 (Karte)           | 1907                                                        | Teil eines vergleichsweise aufwendig gestalteten Straßenzuges der Ortserweiterung, baugeschichtliche Bedeutung. Jedes Haus im Straßenzug ähnliche Gestaltung, leicht variiert, dreigeschossiger Putzbau mit Sockel aus rotem Klinker, bis zu den Kämpfern der rundbogigen Erdgeschoss-Fenster gehend, Hausmitte ab erstem Obergeschoss risalitartig leicht vorspringend, im bogigen Dachhaus mündenden Risalit Segmentbogenfenster, Putz dekoriert mit Ornamenten, bestehend aus vier blauen und weißen Fliesen. | 09247167 |
|      | Mietshaus in geschlossener Bebauung                                 | Fiedlerstraße 26 (Karte)           | Bezeichnet mit 1907                                         | Teil eines vergleichsweise aufwendig gestalteten Straßenzuges der Ortserweiterung, baugeschichtliche Bedeutung. Jedes Haus im Straßenzug ähnliche Gestaltung, leicht variiert, dreigeschossiger Putzbau mit Sockel aus rotem Klinker, bis zu den Kämpfern der rundbogigen Erdgeschoss-Fenster gehend, Hausmitte ab erstem Obergeschoss risalitartig leicht vorspringend, im bogigen Dachhaus mündenden Risalit Segmentbogenfenster, Putz dekoriert mit Ornamenten, bestehend aus vier blauen und weißen Fliesen. | 09247168 |
|      | Mietshaus in geschlossener Bebauung                                 | Fiedlerstraße 28 (Karte)           | 1906                                                        | Teil eines vergleichsweise aufwendig gestalteten Straßenzuges der Ortserweiterung, baugeschichtliche Bedeutung. Jedes Haus im Straßenzug ähnliche Gestaltung, leicht variiert, dreigeschossiger Putzbau mit Sockel aus rotem Klinker, bis zu den Kämpfern der rundbogigen Erdgeschoss-Fenster gehend, segmentbogiger Eingang rechts, Mittelachse akzentuiert durch vergrößerte Fenster in den Obergeschossen, abgeschlossen durch Ziergebälk, dominantes vierachsiges Dachhaus mit Mansarddach, die beiden Mittelachsen von Bogen überfangen, Putz dekoriert mit Ornamenten, bestehend aus vier blauen und weißen Fliesen, gestalterisch besonderer Bezug zu Haus Nummer 30. | 09247169 |
|      | Mietshaus in geschlossener Bebauung mit Einfriedung                 | Fiedlerstraße 30 (Karte)           | 1906                                                        | Teil eines vergleichsweise aufwendig gestalteten Straßenzuges der Ortserweiterung, baugeschichtliche Bedeutung. Jedes Haus im Straßenzug ähnliche Gestaltung, leicht variiert, dreigeschossiger Putzbau mit Sockel aus rotem Klinker, bis zu den Kämpfern der rundbogigen Erdgeschoss-Fenster gehend, segmentbogiger Eingang rechts, Mittelachse akzentuiert durch vergrößerte Fenster in den Obergeschossen, hier noch die Balkone mit originalen Eisengittern erhalten, optischer Abschluss durch Ziergebälk, dominantes vierachsiges Dachhaus mit Mansarddach, dort die beiden Mittelachsen von Bogen überfangen, Putz dekoriert mit Ornamenten, bestehend aus vier blauen und weißen Fliesen, gestalterisch besonderer Bezug zu Haus Nummer 28. | 09247170 |
|      | Mietshaus in geschlossener Bebauung mit Einfriedung                 | Fiedlerstraße 32 (Karte)           | Bezeichnet mit 1908                                         | Teil eines vergleichsweise aufwendig gestalteten Straßenzuges der Ortserweiterung, baugeschichtliche Bedeutung. Jedes Haus im Straßenzug ähnliche Gestaltung, leicht variiert, dreigeschossiger Putzbau mit Sockel aus rotem Klinker, bis zu den Kämpfern der rundbogigen Erdgeschoss-Fenster gehend, korbbogiger Eingang mittig, Mittelachse akzentuiert durch Risalit mit vergrößerten Bogenfenstern in den Obergeschossen und bogigen Giebelabschluss im Dachbereich, Putz dekoriert mit Ornamenten, bestehend aus vier blauen und weißen Fliesen. | 09247171 |
|      | Mietshaus in geschlossener Bebauung mit Einfriedung                 | Fiedlerstraße 34 (Karte)           | Bezeichnet mit 1909                                         | Teil eines vergleichsweise aufwendig gestalteten Straßenzuges der Ortserweiterung, baugeschichtliche Bedeutung. Jedes Haus im Straßenzug ähnliche Gestaltung, leicht variiert, dreigeschossiger Putzbau mit Sockel aus rotem Klinker, bis zu den Kämpfern der rundbogigen Erdgeschoss-Fenster gehend, korbbogiger Eingang mittig, Mittelachse akzentuiert durch Risalit mit vergrößerten Bogenfenstern in den Obergeschossen und bogigen Giebelabschluss im Dachbereich, Putz dekoriert mit Ornamenten, bestehend aus vier blauen und weißen Fliesen. | 09247172 |
|      | Mietshaus in geschlossener Bebauung mit Einfriedung                 | Fiedlerstraße 36 (Karte)           | Bezeichnet mit 1909                                         | Teil eines vergleichsweise aufwendig gestalteten Straßenzuges der Ortserweiterung, baugeschichtliche Bedeutung. Jedes Haus im Straßenzug ähnliche Gestaltung, leicht variiert, dreigeschossiger Putzbau mit Sockel aus rotem Klinker, bis zu den Kämpfern der rundbogigen Erdgeschoss-Fenster gehend, korbbogiger Eingang mittig, Mittelachse akzentuiert durch Risalit mit vergrößerten Bogenfenstern in den Obergeschossen und bogigen Giebelabschluss im Dachbereich, Putz dekoriert mit Ornamenten, bestehend aus vier blauen und weißen Fliesen. | 09247173 |
|      | Sachgesamtheit Hammervilla mit Hammerpark                           | Klemmstraße 7 (Karte)              | Vor 1874 (Hammerteich); um 1905/10 (Villa mit Villengarten) | Sachgesamtheit Hammervilla mit Hammerpark, bestehend aus den Einzeldenkmalen Villa mit Einfriedung (siehe auch Einzeldenkmal 09301506) sowie dem Hammerteich mit umgebendem Park sowie der Allee am ehemaligen Zufahrtsweg zur Brauerei unterhalb der Villa und dem südwestlich der Villa gelegenen Villengarten; von stadtgeschichtlicher, baugeschichtlicher und gartenkünstlerischer Bedeutung | 09301505 |
|      | Fabrikantenvilla mit Einfriedung (Einzeldenkmal zu ID-Nr. 09301505) | Klemmstraße 7 (Karte)              | 1904–1905                                                   | Einzeldenkmal der Sachgesamtheit Hammervilla mit Hammerpark; von stadtgeschichtlicher und baugeschichtlicher Bedeutung. - Die Hammervilla, eine Fabrikantenvilla aus dem frühen 20. Jahrhundert, ist ein zweigeschossiger Putzbau im Landhausstil; unregelmäßiger Grundriss, Zierfachwerk an den Schmuckgiebeln, Fenster unterschiedlicher Formate und Formen, Fenstergewände Rochlitzer Porphyrtuff, originale Haustüren, Freitreppen am Hauseingang und zum Garten, originale Einfriedung. Nach 1990 baulich überformt. - Parkanlage mit Hammerteich: Hammerteich vor 1874 angelegt, vermutlich für die Brauerei oder eine ehemalige Mühle. Neben dem Teich befindet sich ein Weg, der ursprünglich zur Brauerei führte, entlang dieses Weges blieb eine Allee erhalten. Die ursprüngliche Gestaltung des waldartigen Parkgeländes ist heute kaum noch erkennbar, die heutigen Wege dürften kaum der ehemaligen Wegeführung entsprechen. Möglicherweise handelt es sich um ein waldartiges Gelände, welches sich durch seine Topographie nicht für eine Parkanlage geeignet hat. Im Park befinden sich mehrere Bombenkrater des Zweiten Weltkrieges. | 09301506 |
|      | Wohnhaus in offener Bebauung mit Einfriedung                        | Knielohstraße 32 (Karte)           | 1894                                                        | Zeittypischer historisierender Mietshausbau von baugeschichtlichem Wert. Vierachsig, zweigeschossig, gelber Klinkerbau mit roten Klinkerornamenten (Bandmotive, Blumenfriese u. a.), Erdgeschoss Fenster bogig mit Löwenköpfen als Schlusssteinen, über Erdgeschoss kräftiges Gurtgesims, ähnlich gestaltet das profilierte Traufgesims, zentrales zweiachsiges Dachhaus mit Dreiecksgiebel (verkröpftes Gesims, Okulus), flankierend zwei kleine stehende Gauben, Leergespärre nicht mehr vorhanden. | 09247179 |
|      | Mietshaus, heute in offener Bebauung                                | Knielohstraße 35 (Karte)           | 1902                                                        | Historisierender Klinkerbau mit Standardornament, von baugeschichtlicher Bedeutung. Dreigeschossiger gelber Klinkerbau, fünf Achsen, Hauseingang in Mitte der Traufseite, über Erdgeschoss Gurtgesims, Fenstergewände teilweise mit Schlussstein bzw. mit Dreieckgiebelverdachung, darin Köpfe, Mansarddach mit originalen stehenden Gauben. | 09246658 |
|      | Mietshaus in Ecklage und geschlossener Bebauung sowie Einfriedung   | Knielohstraße 43 (Karte)           | 1910                                                        | Sachliche Gestaltung, Teil eines gleichartig gestalteten Straßenzuges, baugeschichtlich von Bedeutung. Dreigeschossiger Putzbau mit 5:5 Achsen, Eckbetonung durch 2:2-achsiges Dachhaus mit Mansarddach über dem Traufgesims, roter Klinkersockel bis zur Hälfte des Erdgeschosses, dezente Putzornamentik in Feldern, bei Renovierung Ladenzone entfernt, Balkons angefügt und Gestaltung vereinfacht. Einfriedung: Pfeiler aus gelben Klinkern mit rotem Klinkerstreifen und Verdachung mit Biberschwänzen sowie dekorierte Betonpfeiler, Zaunsfelder Holz bzw. Schmiedeeisen. | 09247374 |
|      | Mietshaus in geschlossener Bebauung mit Einfriedung                 | Landmannstraße 2 (Karte)           | 1911                                                        | Zeittypischer Putzbau mit Einflüssen des Reformstils, baugeschichtliche Bedeutung. Gleiche Gestaltung wie Nachbarhäuser, dreigeschossiger Putzbau von sechs Achsen, zentraler dreiachsiger dreiecksbekrönter Giebel als Dachausbau, rundbogiger Eingang mit originalem Türblatt mittig, hohes Erdgeschoss mit Rundbogenfenstern in Hochparterre wird durch breiten Putzstuck-Schmuckfries abgeschlossen (Girlanden, Putto), die Eckachsen der Obergeschosse verbreitert, kräftiges vorstehendes Traufgesims wird für den zentralen Giebel (Dachhaus) unterbrochen, Zaunpfeiler Ziegel verputzt, Holzlattenzaun. | 09247165 |
|      | Mietshaus in geschlossener Bebauung mit Einfriedung                 | Landmannstraße 4 (Karte)           | 1911                                                        | Zeittypischer Putzbau mit Einflüssen des Reformstils, baugeschichtliche Bedeutung. Ähnliche Gestaltung wie Nachbarhäuser, dreigeschossiger Putzbau von sechs Achsen, zentraler dreiachsiger geknickter Giebel als Dachausbau, rundbogiger Eingang mit originalem Türblatt mittig, hohes Erdgeschoss mit Rundbogenfenstern in Hochparterre wird durch breiten Putzstuck-Schmuckfries abgeschlossen (Girlanden, Putto), die Eckachsen der Obergeschosse verbreitert, Zaunpfeiler Ziegel verputzt, Holzlattenzaun. | 09247164 |
|      | Mietshaus in halboffener Bebauung mit Einfriedung                   | Landmannstraße 6 (Karte)           | 1911                                                        | Zeittypischer Putzbau mit Einflüssen des Reformstils, baugeschichtliche Bedeutung. Gleiche Gestaltung wie Nachbarhäuser, dreigeschossiger Putzbau von sechs Achsen, zentraler dreiachsiger dreiecksbekrönter Giebel als Dachausbau, rundbogiger Eingang mit originalem Türblatt mittig, hohes Erdgeschoss mit Rundbogenfenstern in Hochparterre wird durch breiten Putzstuck-Schmuckfries abgeschlossen (Girlanden, Putto), die Eckachsen der Obergeschosse verbreitert, kräftiges vorstehendes Traufgesims wird für den zentralen Giebel (Dachhaus) unterbrochen, Zaunpfeiler Ziegel verputzt, Holzlattenzaun. | 09247163 |
|      | Mietshaus in geschlossener Bebauung                                 | Mammenstraße 3 (Karte)             | 1903                                                        | Putzbau mit Jugendstilapplikationen von baugeschichtlicher Bedeutung. Dreigeschossiger Putzbau mit floralem, vom Jugendstil beeinflusstem Dekor, mittiger eingezogener Eingang, Fenster Erdgeschoss mit Segmentbögen, leicht vorspringender zweiachsiger Seitenrisalit wird durch geschwungenen Volutengiebel bekrönt, links daneben drei stehende Gauben. | 09247134 |
|      | Mietshaus in geschlossener Bebauung                                 | Oelsnitzer Straße 55 (Karte)       | 1900                                                        | Repräsentatives Gebäude einer Stadterweiterungszeile, baugeschichtliche Bedeutung. Dreigeschossiger sechsachsiger roter Klinkerbau mit hell geputztem Erdgeschoss, dort bogige Fenster mit Schlusssteinen, großer Eingang rechts, über Erdgeschoss Gurtgesims, dort in der dritten Achse ansetzend im ersten Obergeschoss rechteckiger, im zweiten Obergeschoss polygonaler Erker, überfangen von Fachwerk-Dachhäuschen, größerer Fachwerkgiebel dahinter, die Fenster der Obergeschosse mit Putzrahmung, Vorhangbögen, neben zentralem Dachgiebel noch ein Türmchen mit Welscher Haube. | 09246499 |
|      | Mietshaus in geschlossener Bebauung                                 | Oelsnitzer Straße 57 (Karte)       | 1901                                                        | Pittoresker Bau einer Stadterweiterungszeile, baugeschichtliche Bedeutung. Fünfachsiger, dreigeschossiger roter Klinkerbau mit hell verputztem Erdgeschoss (leichte Putznutung), großer Eingang rechts, über dem vereinfachten Erdgeschoss Gurtgesims, die Fenster der beiden Obergeschosse mit Putzstuckrahmung (Vorhangbögen) und Schmuckkonsolen, das vorspringende Traufgesims wird durch den zentralen mehrachsigen Fachwerkgiebel mit seitlichem Türmchen (Kegelhaube) unterbrochen. | 09246498 |
|      | Mietshaus in geschlossener Bebauung                                 | Oelsnitzer Straße 59 (Karte)       | Um 1900                                                     | Historistische Häuserzeile der Stadterweiterung, bau- und stadtentwicklungsgeschichtliche Bedeutung. Dreigeschossiger Putz-Klinker-Bau auf hohem Sockel, dort Eingänge. Hochparterre geputzt, Rundbogenöffnungen, darüber Gurtgesims. Die Obergeschosse roter Klinker mit geputzten Fensterrahmungen. Die rechte Hausachse durch große Fenster mit Dreiteilung optisch hervorgehoben, hier auch Dachausbau als viertes Geschoss. Teil einer insgesamt gleich gestalteten Häuserzeile. | 09246497 |
|      | Mietshaus in geschlossener Bebauung                                 | Oelsnitzer Straße 61 (Karte)       | 1899                                                        | Historistische Häuserzeile der Stadterweiterung, bau- und stadtentwicklungsgeschichtliche Bedeutung. Entworfen von Rudolf Schäfer für eigene Vermarktung, Ausführung Albert Weis. Viergeschossiger Putz-Klinker-Bau, hohe geputzte Sockel-Hochparterre-Zone mit seitlichem kolossalem Eingang, zweiflügelige Haustür mit Oberlicht, Rundbogenöffnungen. Über Gurtgesims drei Geschosse roter Klinker, mit geraden Fensterverdachungen, im ersten Obergeschoss mit muschelartiger ornamentaler Bekrönung. Traufgesims mit Bogenfries, flaches Satteldach mit kleinen stehenden Gaupen. Teil einer insgesamt gleich gestalteten Häuserzeile. | 09246496 |
|      | Mietshaus mit Laden in geschlossener Bebauung                       | Oelsnitzer Straße 63 (Karte)       | 1899                                                        | Historistische Häuserzeile der Stadterweiterung, bau- und stadtentwicklungsgeschichtliche Bedeutung. Entworfen von Rudolf Schäfer für die Eigenvermarktun. Dreigeschossiger Putz-Klinker-Bau mit rustikaler Sockelzone, Erdgeschoss verputzt mit Rund- und Segmentbogenöffnungen, die beiden Obergeschosse roter Klinker mit ornamentalen Putzrahmungen der Fenster, profiliertes Traufgesims. Die linke Achse durch das Schaufenster im Erdgeschoss und durch große dreigeteilte Fensteröffnungen sowie durch Dachausbau als viertes Geschoss hervorgehoben. | 09246495 |
|      | Mietshaus in geschlossener Bebauung                                 | Oelsnitzer Straße 65 (Karte)       | 1899                                                        | Historistische Häuserzeile der Stadterweiterung, bau- und stadtentwicklungsgeschichtliche Bedeutung. Entworfen von Rudolf Schäfer. Dreigeschossiger Putz-Klinker-Bau; im Erdgeschoss Putznutung, Rundbogenöffnungen, Eingang zentral in der mittleren der insgesamt fünf Hausachsen. Die beiden Obergeschosse mit rotem Klinker, die Fenster im ersten Obergeschoss durch muschelartige oder dreipassartige Putzstuck-Bekrönung hervorgehoben. Eine große zweiachsige und zwei kleine stehende Gaupen. | 09246494 |
|      | Wohnhaus in geschlossener Bebauung                                  | Schulze-Delitzsch-Straße 4 (Karte) | 1887                                                        | Einfacher spätgründerzeitlicher Putzbau, älteste bauliche Generation hier, baugeschichtliche Bedeutung. Beispiel für die Bauweise vor der Jahrhundertwende, gehört zu den wenigen original erhaltenen Bauten dieser Zeit in Plauen, zweigeschossiger und vierachsiger Putzbau, zweiachsiger Mittelrisalit, erstes Obergeschoss dort gestalterisch hervorgehoben durch große Segmentbogenverdachung über zwei Fenster, im Bogenfeld Darstellung Lorbeerlaub, die Verdachung durch große Konsolen gestützt, ansonsten auch waagerechte Fensterverdachungen, verkröpftes Fensterbank- und Gurtgesims, darunter Blattfries, Erdgeschoss mit Putznutung, zweiflügelige Haustür mit Ziervergitterung und Oberlicht, Rundfenster am Frontispiz, Satteldach mit zwei kleinen stehenden Gauben. | 09247133 |
|      | Mietshaus in geschlossener Bebauung                                 | Stegerstraße 1 (Karte)             | 1911                                                        | Versachlichte Fassade der Architektur um 1910, Teil eines Ensembles von baugeschichtlicher Bedeutung. Viergeschossiger, fünf- und sechsachsiger Putzbau mit regelmäßiger, faschenloser Fensteranordnung in den Obergeschossen, Erdgeschoss mit mittigem, wulstbekröntem Eingang und rundbogigen Fenstern mit Putzfaschen, darüber breiter Putzstuck-Schmuckfries mit Girlanden und Putto (auch an anderen Gebäuden der Umgebung zu finden), das kräftige vorstehende Traufgesims wird unterbrochen von dreiachsigem zentralem Dachhaus mit Dreiecksgiebel, Hauseingang mit zweiflügeliger Haustür mit Ziervergitterung sowie sprossengeteiltem Oberlicht. | 09247160 |
|      | Mietshaus in geschlossener Bebauung                                 | Stegerstraße 3 (Karte)             | 1911                                                        | Versachlichte Fassade der Architektur um 1910, Teil eines Ensembles von baugeschichtlicher Bedeutung. Viergeschossiger, fünf- und sechsachsiger Putzbau mit regelmäßiger, faschenloser Fensteranordnung in den Obergeschossen, Erdgeschoss mit mittigem, wulstbekröntem Eingang und rundbogigen Fenstern mit Putzfaschen, darüber breiter Putzstuck-Schmuckfries mit Girlanden und Putto (auch an anderen Gebäuden der Umgebung zu finden), das kräftige vorstehende Traufgesims wird unterbrochen von dreiachsigem zentralem Dachhaus mit Knickgiebel, Hauseingang mit zweiflügeliger Haustür mit Ziervergitterung sowie sprossengeteiltem Oberlicht. | 09247161 |
|      | Mietshaus in geschlossener Bebauung                                 | Stegerstraße 5 (Karte)             | 1911                                                        | Versachlichte Fassade der Architektur um 1910, Teil eines Ensembles von baugeschichtlicher Bedeutung. Viergeschossiger, fünf- und sechsachsiger Putzbau mit regelmäßiger, faschenloser Fensteranordnung in den Obergeschossen, Erdgeschoss mit mittigem, wulstbekröntem Eingang und rundbogigen Fenstern mit Putzfaschen, darüber breiter Putzstuck-Schmuckfries mit Girlanden und Putto (auch an anderen Gebäuden der Umgebung zu finden), das kräftige vorstehende Traufgesims wird unterbrochen von dreiachsigem zentralem Dachhaus mit Dreiecksgiebel, Hauseingang mit zweiflügeliger Haustür mit Ziervergitterung sowie sprossengeteiltem Oberlicht. | 09247162 |
|      | Mietshaus in geschlossener Bebauung                                 | Stöckigter Straße 5 (Karte)        | 1901                                                        | Historisierende Fassade der Stadterweiterungsarchitektur, von baugeschichtlichem Wert. Dreigeschossiger roter Klinkerbau von fünf Achsen, Erdgeschoss mit Segmentbogenöffnungen, Eingang mittig, über Erdgeschoss vereinfachtes Gurtgesims, Fensterbrüstungen mit abstrakten und floralen Motiven verziert als Putzstuckreliefs, über den beiden linken Achsen Zwerchhaus mit Zierfachwerk, rechts davon drei Schleppgauben. | 09247137 |
|      | Mietshaus in geschlossener Bebauung                                 | Stöckigter Straße 7 (Karte)        | Um 1900                                                     | Historisierende Fassade der Stadterweiterungsarchitektur, von baugeschichtlichem Wert. Dreigeschossiger hellroter Klinkerbau mit geputztem (vereinfachtem) Erdgeschoss mit Putznutung, Eingang rechts, über Erdgeschoss Gesims, die Fenster der Obergeschosse mit Putzfaschen und Vorhang (Kiel-)bogenabschluss, Fenster zwischen erstem und zweitem Obergeschoss durch stuckierte Fensterbrüstungen gestalterisch zusammengefasst, geputztes Traufgesims, Dachausbau mit Dreiecksgiebel über den beiden linken Achsen, rechts davon drei Schleppgauben. | 09247136 |
|      | Mietshaus in halboffener Bebauung                                   | Stöckigter Straße 43 (Karte)       | 1897                                                        | Historisierende Fassade der Stadterweiterungsarchitektur, von baugeschichtlichem Wert. Ähnliche Gestaltung wie Nachbarhaus, dreigeschossiger orangeroter Klinkerbau von 4 Achsen, zentrales Zwerchhaus zweiachsig und mit gerader Verdachung (mit kleinem Aufbau), Erdgeschoss mit Segmentbogenöffnungen, Eingang rechts, über Erdgeschoss kräftiges Gurtgesims, erstes Obergeschoss mit bogiger Verdachung mit ornamentalen Bogenfeldern (Köpfe, florales), im zweiten Obergeschoss einfacher gehalten. | 09247138 |
|      | Mietshaus in geschlossener Bebauung                                 | Stöckigter Straße 45 (Karte)       | 1898                                                        | Mit Laden, historisierende Fassade der Stadterweiterungsarchitektur, von baugeschichtlichem Wert. Baumeisterarchitektur in ähnlicher Gestaltung wie Nachbarhaus, dreigeschossiger orangeroter Klinkerbau von fünf Achsen, zentrales Zwerchhaus zweiachsig und mit gerader Verdachung (mit kleinem Aufbau), Erdgeschoss mit Segmentbogenöffnungen, mittiger Eingang, über Erdgeschoss kräftiges Gurtgesims, erstes Obergeschoss mit bogiger Verdachung mit ornamentalen Bogenfeldern (Köpfe, florales), kräftige Konsolsteine unter Sohlbänken, im zweiten Obergeschoss Verdachungen einfacher gehalten. | 09247139 |
|      | Mietshaus in geschlossener Bebauung                                 | Stöckigter Straße 47 (Karte)       | 1898                                                        | Historisierende Fassade der Stadterweiterungsarchitektur, von baugeschichtlichem Wert. Teil eines gleichartigen Straßenzuges, dreigeschossiger siebenachsiger roter Klinkerbau mit hellen Putzstuck-Fensterrahmungen und Applikationen, Erdgeschoss mit bogigen Öffnungen, Toreinfahrt rechts, über Erdgeschoss kräftiges Gurtgesims als optische Trennung von den Obergeschossen, die seitlichen Fenster der Obergeschosse gekuppelt und im ersten Obergeschoss zusätzlich durch Gebälkverdachung markiert, die mittleren Achsen mit bogiger Verdachung, im ersten Obergeschoss ornamentierte Konsolfelder, 2-achsiger zentraler Dachausbau mit gerader Verdachung, flankiert von je einer Gaube. | 09247140 |
|      | Mietshaus in halboffener Bebauung                                   | Stöckigter Straße 49 (Karte)       | 1899                                                        | Mit Laden, historisierende Fassade der Stadterweiterungsarchitektur, von baugeschichtlichem Wert. Teil eines gleichartigen Straßenzuges, dreigeschossiger roter Klinkerbau von fünf Achsen, Erdgeschoss segmentbogige Öffnungen, mittiger Eingang, Laden, über Erdgeschoss kräftiges Gurtgesims, erstes Obergeschoss Eckfenster mit gerader Verdachung, sonst bogenförmig, zweites Obergeschoss nur mit Ziegelbögen abgeschlossen, zentraler zweiachsiger Dachausbau mit geradem bekröntem Gebälk, zwei flankierende Gauben. | 09247141 |
|      | Mietshaus in halboffener Bebauung                                   | Stöckigter Straße 53 (Karte)       | Bezeichnet mit 1903                                         | Historisierende Fassade der Stadterweiterungsarchitektur, von baugeschichtlichem Wert. Dreigeschossiger Putzbau, fünf Achsen, durch Putzgliederung (Lisenen) sind die beiden jeweils äußeren Achsen risalitartig zusammengefasst und rechts auch durch rundbogigen Dachausbau überhöht (hier bezeichnet mit „A 1903 D“), Eingang in der Mittelachse, Putzstuckbänder mit jugendstiliger Ornamentik (Bäume, Ranken, Köpfe, Frosch) verlaufen über dem Erdgeschoss im Bereich der drei linken Achsen, über dem ersten Obergeschoss der beiden linken Achsen sowie über dem ersten und zweiten Obergeschoss des rechten Risalites, Lisenen auch als Haustürrahmung, Supraporte „Salve“, Gebäude korrespondiert mit Haus Nummer 59 (gespiegelt). | 09247142 |
|      | Mietshaus in geschlossener Bebauung                                 | Stöckigter Straße 55 (Karte)       | Bezeichnet mit 1903                                         | Mit Laden, elegante historisierende Fassade der Stadterweiterungsarchitektur, mit Jugendstildekor, von baugeschichtlichem Wert. Putzbau mit roten Klinkerfeldern im Sockelbereich und in Teilen des ersten Obergeschoss, 3geschossig, 5achsig, die beiden rechten Achsen formen Seitenrisalit, der mit Dachausbau (Thermenfenster) bekrönt ist, Eingang mittig, einflüglige Haustür mit Jugendstilzierrat, links davon Thermenfenster (Ladenzone), aufwendige Putzgliederung, Putzstuckfelder mit floralen und ornamentalen Motiven sowie Tierdarstellungen (Frösche, Vögel, Tauben), Traufgesims mit Kopf- und Blumendarstellungen, neben dem Dachausbau des Seitenrisalits drei stehende Gauben. | 09247143 |
|      | Mietshaus in geschlossener Bebauung                                 | Stöckigter Straße 57 (Karte)       | Bezeichnet mit 1904                                         | Mit Laden, elegante historisierende Fassade der Stadterweiterungsarchitektur, von baugeschichtlichem Wert. Denkmalwert: städtebaulicher Wert als Teil eines gleichartigen Straßenzuges. Gleiche Gestaltung wie Nachbarhaus, mit Laden, dieser allerdings verändert, über Tür bezeichnet mit 1904, vereinfacht im Bereich des Zwerchhauses. | 09247144 |
|      | Mietshaus in geschlossener Bebauung                                 | Stöckigter Straße 59 (Karte)       | Bezeichnet mit 1904                                         | Historisierende Fassade der Stadterweiterungsarchitektur, von baugeschichtlichem Wert. Dreigeschossiger Putzbau, fünf Achsen, durch Putzgliederung (Lisenen) sind die beiden jeweils äußeren Achsen risalitartig zusammengefasst und links auch durch rundbogigen Dachausbau überhöht (hier bezeichnet mit „A 1904 D“), Eingang in der Mittelachse, Putzstuckbänder mit jugendstiliger Ornamentik (Bäume, Ranken, Köpfe, Frosch) verlaufen über dem Erdgeschoss im Bereich der drei rechten Achsen, über dem ersten Obergeschoss der beiden rechten Achsen sowie über dem ersten und zweiten Obergeschoss des linken Risalites, Lisenen auch als Haustürrahmung, Supraporte „Salve“, Gebäude korrespondiert mit Haus Nummer 53 (gespiegelt). | 09247145 |
|      | Mietshaus in geschlossener Bebauung in Ecklage                      | Stöckigter Straße 61 (Karte)       | 1904                                                        | Mit Gaststätte (ursprünglich Laden?), historisierende Fassade der Stadterweiterungsarchitektur, von baugeschichtlichem Wert. Dreigeschossiger Putz-Klinker-Bau von 6:4 Achsen, dazu Eckachse schräg gestellt mit dreigeschossigem Polygonalerker über Erdgeschoss (Jugendstildekor), die Fenster Erdgeschoss groß und rundbogig, Eingang (zur Gaststätte) in der Eckachse, rote Klinker bis zu den Konsolen der Fenster des ersten Obergeschosses (wohl Goldener Schnitt), beide Obergeschosse mit seltenem Putzstuckdekor und durch Putzlisenen optisch miteinander verbunden, jeweils Fensterachsen einfassend, Lisenen werden durch Dreieckgiebel miteinander verbunden im Traufbereich, ein Schlussstein mit Ochsenkopfdarstellung (Haus eventuell ursprünglich mit Fleischerladen), verschieferter Dachausbau als Eckbetonung über je zwei Achsen. | 09247147 |
|      | Mietshaus in geschlossener Bebauung in Ecklage                      | Stöckigter Straße 63 (Karte)       | 1904                                                        | Repräsentativer Bau des Späthistorismus, bildprägend, baugeschichtlicher Wert. Dreigeschossiger Putzbau von 3:4 Achsen, dazu über Eck gestellte Achse mit viertem Geschoss (wie die beiden flankierenden Achsen) und Überhöhung durch Türmchen mit Laterne, die Ornamentik (vorwiegend Fensterrahmung) durch rote Klinker und Rauputzfelder, Toreinfahrt an Stöckigter Straße. | 09247146 |
|      | Mietshaus in geschlossener Bebauung                                 | Stöckigter Straße 65 (Karte)       | 1902                                                        | Historisierende Fassade der Stadterweiterungsarchitektur, einheitlich entworfene Zeile von baugeschichtlichem Wert. Teil eines gleichartigen Straßenzuges, dreigeschossiger und fünfachsiger Putz-Klinker-Bau, in den Obergeschossen die beiden Seitenachsen jeweils zu großen Thermenfenstern mit Natursteinteilung zusammengefasst, die Fenster des Hochparterres und die mittige Haustür rundbogig, im ersten Obergeschoss beginnt auf Kragsteinen der die Mittelachse akzentuierende flache Rechteckerker, der im Dachbereich mit einem Fachwerk-Satteldachgiebel (mit Sonnenmotiv als Putzstuckfeld) abgeschlossen wird, links davon Dachausbau als viertes Obergeschoss, bekrönt von einer Mischung aus Spitzbogen- und Treppengiebel, feine rote Klinkerbänder zwischen den Geschossen, als Traufgesims und Fensterbekrönung im zweiten Obergeschoss. | 09247149 |
|      | Mietshaus in geschlossener Bebauung                                 | Stöckigter Straße 67 (Karte)       | 1902                                                        | Historisierende Fassade der Stadterweiterungsarchitektur, einheitlich entworfene Zeile von baugeschichtlichem Wert. Teil eines gleichartigen Straßenzuges, dreigeschossiger und fünfachsiger Putz-Klinker-Bau, in den Obergeschossen die beiden Seitenachsen jeweils zu großen Thermenfenstern mit Natursteinteilung zusammengefasst, die Fenster des Hochparterres und die mittige Haustür rundbogig, im ersten Obergeschoss beginnt auf Kragsteinen der die Mittelachse akzentuierende flache Rechteckerker, der im Dachbereich mit einem Fachwerk-Satteldachgiebel (mit Sonnenmotiv als Putzstuckfeld) abgeschlossen wird, rechts davon Dachausbau als viertes Obergeschoss, bekrönt von einer Mischung aus Spitzbogen- und Treppengiebel, feine rote Klinkerbänder zwischen den Geschossen, als Traufgesims und Fensterbekrönung im zweiten Obergeschoss. | 09247150 |
|      | Mietshaus in geschlossener Bebauung                                 | Stöckigter Straße 69 (Karte)       | 1903                                                        | Aufwendige historisierende Fassade der Stadterweiterungsarchitektur, einheitlich entworfene Zeile von baugeschichtlichem Wert. Teil eines gleichartigen Straßenzuges, zweigeschossiger und fünfachsiger Putz-Klinker-Bau mit lebhafter, heterogene Fassade, die äußeren Achsen (hier rechts auch das Eingangstor) als mit Naturstein geteilte Dreierfenster (zweites Obergeschoss als Thermenfenster), die drei mittleren Achsen als dekorativ zusammengefasste Rundbogenfenster, hier im ersten Obergeschoss auf figuralen Kragsteinen anlaufender, in den Dachbereich hineinragender flacher Rechteckerker, das Dachhalbgeschoss wird überfangen durch dominanten Dreiecks-Staffelgiebel, dieser wiederum hinterfangen durch Treppengiebel aus rotem Klinker, der rote Klinker vor weißer Wand wird auch in der Sockelzone und zur Markierung der Fensterbögen eingesetzt, als weitere Farbe taucht das Grün der Sohlbänke auf, darunter rote Rauputzflächen unter den Fensterreihen der Obergeschosse als horizontale Akzente. | 09247151 |
|      | Mietshaus in geschlossener Bebauung                                 | Stöckigter Straße 71 (Karte)       | 1903                                                        | Historisierende Fassade der Stadterweiterungsarchitektur, einheitlich entworfene Zeile von baugeschichtlichem Wert. Teil eines gleichartigen Straßenzuges, dreigeschossiger und fünfachsiger Putz-Klinker-Bau, in den Obergeschossen die beiden Seitenachsen jeweils zu großen Dreierfenstern (zweites Obergeschoss mit Thermenfenstern) mit Natursteinteilung zusammengefasst, die Fenster des Hochparterres und die mittige Haustür ursprünglich rundbogig, auf der rechten Seite durch Veränderung der Ladenzone aber jetzt mit geradem Sturz, im ersten Obergeschoss beginnt auf Kragsteinen der die Mittelachse akzentuierende flache Rechteckerker, der im Dachbereich mit einem Fachwerk-Satteldachgiebel (mit Sonnenmotiv als Putzstuckfeld) abgeschlossen wird, links davon Dachausbau als viertes Obergeschoss, bekrönt von einer Mischung aus Spitzbogen- und Treppengiebel, feine rote Klinkerbänder zwischen den Geschossen, als Traufgesims und Fensterbekrönung im zweiten Obergeschoss. | 09247152 |
|      | Mietshaus in geschlossener Bebauung                                 | Stöckigter Straße 73 (Karte)       | 1904                                                        | Historisierende Fassade der Stadterweiterungsarchitektur, einheitlich entworfene Zeile von baugeschichtlichem Wert. Teil eines gleichartigen Straßenzuges, dreigeschossiger und fünfachsiger Putz-Klinker-Bau, in den Obergeschossen die beiden Seitenachsen jeweils zu großen Dreierfenstern (zweites Obergeschoss mit Thermenfenstern) mit Natursteinteilung zusammengefasst, im ersten Obergeschoss beginnt auf Kragsteinen der die Mittelachse akzentuierende flache Rechteckerker, der im Dachbereich mit einem Fachwerk-Satteldachgiebel (mit Sonnenmotiv als Putzstuckfeld) abgeschlossen wird, rechts davon Dachausbau als viertes Obergeschoss, bekrönt von einer Mischung aus Spitzbogen- und Treppengiebel, feine rote Klinkerbänder zwischen den Geschossen, als Traufgesims und Fensterbekrönung im zweiten Obergeschoss. | 09247153 |
|      | Mietshaus in Ecklage in geschlossener Bebauung                      | Stöckigter Straße 75 (Karte)       | 1905                                                        | Historisierende Fassade der Stadterweiterungsarchitektur, einheitlich entworfene Zeile von baugeschichtlichem Wert. Städtebaulicher Wert als Teil eines gleichartigen Straßenzuges, dreigeschossiger Putzbau von 4:4 Achsen, dazu über Eck gestellte Achse mit viertem Geschoss (wie die beiden flankierenden Achsen), einstige Überhöhung durch Türmchen mit Laterne fehlt (siehe Haus Nummer 63), die Ornamentik (vorwiegend Fensterrahmung) durch rote Klinker und Rauputzfelder. | 09247154 |
|      | Mietshaus in geschlossener Bebauung in Ecklage                      | Stöckigter Straße 77 (Karte)       | 1903                                                        | Repräsentativer Putzbau als Teil eines gleichartig gestalteten Straßenzuges von baugeschichtlicher Bedeutung. Korrespondiert mit Haus Nummer 85, viergeschossiger Putzbau mit eleganter Putzgliederung durch Pilaster mit Schmuckkapitellen sowie Putzfeldern (florale und Schachbrettmotive), horizontale Betonung durch profilierte Gurtgesimse (über Erdgeschoss, als Traufgesims sowie zum Teil über zweitem Obergeschoss), Eckbetonung durch 2 × zweiachsigen, breitgelagerten Dachaufbau mit Schweifgiebeln, porphyrfarbiges Erdgeschoss mit Segmentbogenöffnungen, vier Achsen der seitlichen Fassade und zwei Achsen der Straßenseite in allen Geschossen zu Kuppelfenstern zusammengefasst, nur die Straßenseite des „Eckrisalits“ mit einfachen, aber größeren und dreigeteilten Fenstern, Haustür erneuert. | 09247155 |
|      | Mietshaus in geschlossener Bebauung                                 | Stöckigter Straße 79 (Karte)       | 1903                                                        | Teil eines gleichartig gestalteten Straßenzuges von baugeschichtlicher Bedeutung. Städtebaulicher Wert als Teil eines gleichartigen Straßenzuges, viergeschossiger und fünfachsiger Putzbau, die Fenster in allen Geschossen gekuppelt, nur die Mittelachse (mit Hauseingang) als flacher pilastergerahmter Risalit mit größeren einfachen Fenstern, horizontale Betonung durch die gleichmäßige Fensterreihung, durch Gurtgesims über Erdgeschoss und Gebälk des Mittelrisalites über zweitem Obergeschoss, Mittelachse wird durch Zwerchhaus mit Dreiecksgiebel betont, die Fenster des Erdgeschosses mit Blendbögen bekrönt, die des ersten Obergeschosses mit querovalen Putzfeldern, die des zweiten Obergeschosses mit Putz-Doppelbändern, Farbgebung des Erdgeschosses unpassend. | 09247156 |
|      | Mietshaus in geschlossener Bebauung                                 | Stöckigter Straße 81 (Karte)       | 1903                                                        | Teil eines gleichartig gestalteten Straßenzuges von baugeschichtlicher Bedeutung. Städtebaulicher Wert als Teil eines gleichartigen Straßenzuges, viergeschossiger und fünfachsiger Putzbau, die Fenster in allen Geschossen gekuppelt, nur die Mittelachse (mit Hauseingang) als flacher pilastergerahmter Risalit mit größeren einfachen Fenstern, horizontale Betonung durch die gleichmäßige Fensterreihung, durch Gurtgesims über Erdgeschoss (grün glasierte Biberschwänze als Simsabdeckung) und Gebälk des Mittelrisalites über zweitem Obergeschoss, Mittelachse wird durch vierachsiges Zwerchhaus mit Segmentbogen-Volutengiebel betont, die Fenster des Erdgeschosses mit Blendbögen bekrönt, die des ersten Obergeschosses mit querovalen Putzfeldern, die des zweiten Obergeschosses mit Putz-Doppelbändern. | 09247157 |
|      | Mietshaus in geschlossener Bebauung                                 | Stöckigter Straße 83 (Karte)       | 1903                                                        | Teil eines gleichartig gestalteten Straßenzuges von baugeschichtlicher Bedeutung. Städtebaulicher Wert als Teil eines gleichartigen Straßenzuges, viergeschossiger und fünfachsiger Putzbau mit Kammzugputz, die Fenster in allen Geschossen gekuppelt, nur die Mittelachse (mit Hauseingang) als flacher pilastergerahmter Risalit mit größeren einfachen Fenstern, horizontale Betonung durch die gleichmäßige Fensterreihung, durch Gurtgesims über Erdgeschoss und Gebälk des Mittelrisalites über zweitem Obergeschoss, Mittelachse wird durch Zwerchhaus mit Dreiecksgiebel betont, die Fenster des Erdgeschosses mit Blendbögen bekrönt, die des ersten Obergeschosses mit querovalen Putzfeldern, die des zweiten Obergeschosses mit Putz-Doppelbändern, die Dachgauben nicht original. | 09247158 |
|      | Mietshaus in geschlossener Bebauung in Ecklage                      | Stöckigter Straße 85 (Karte)       | 1903                                                        | Repräsentativer Putzbau als Teil eines gleichartig gestalteten Straßenzuges von baugeschichtlicher Bedeutung. Korrespondiert mit Haus Nummer 77, viergeschossiger Putzbau mit eleganter Putzgliederung durch Pilaster mit Schmuckkapitellen sowie Putzfeldern (florale und Schachbrettmotive), horizontale Betonung durch profilierte Gurtgesimse (über Erdgeschoss, als Traufgesims sowie zum Teil über zweitem Obergeschoss), Eckbetonung durch breitgelagerten Dachaufbau mit Schweifgiebeln, porphyrfarbiges (zu grell) Erdgeschoss mit Segmentbogenöffnungen, zwei Achsen der seitlichen Fassade und vier Achsen der Hauptseite in allen Geschossen zu Kuppelfenstern zusammengefasst, nur eine Achse des „Eckrisalits“ mit einfachen, aber größeren und dreigeteilten Fenstern. | 09247159 |

## Ehemalige Denkmale
| Bild | Bezeichnung                        | Lage                         | Datierung | Beschreibung                              | ID |
| ---- | ---------------------------------- | ---------------------------- | --------- | ----------------------------------------- | -- |
|      | Wohnhaus in halboffener Bebauung   | Mammenstraße 1 (Karte)       | Um 1900   | Nach 2009 von der Denkmalliste gestrichen |    |
|      | Wohnhaus in geschlossener Bebauung | Oelsnitzer Straße 51 (Karte) | Um 1900   | Nach 2009 von der Denkmalliste gestrichen |    |

## Tabellenlegende
- Bild: Bild des Kulturdenkmals, ggf. zusätzlich mit einem Link zu weiteren Fotos des Kulturdenkmals im Medienarchiv Wikimedia Commons. Wenn man auf das Kamerasymbol klickt, können Fotos zu Kulturdenkmalen aus dieser Liste hochgeladen werden:
- Bezeichnung: Denkmalgeschützte Objekte und ggf. Bauwerksname des Kulturdenkmals
- Lage: Straßenname und Hausnummer oder Flurstücknummer des Kulturdenkmals. Die Grundsortierung der Liste erfolgt nach dieser Adresse. Der Link (Karte) führt zu verschiedenen Kartendiensten mit der Position des Kulturdenkmals. Fehlt dieser Link, wurden die Koordinaten noch nicht eingetragen. Sind diese bekannt, können sie über ein Tool mit einer Kartenansicht einfach nachgetragen werden. In dieser Kartenansicht sind Kulturdenkmale ohne Koordinaten mit einem roten bzw. orangen Marker dargestellt und können durch Verschieben auf die richtige Position in der Karte mit Koordinaten versehen werden. Kulturdenkmale ohne Bild sind an einem blauen bzw. roten Marker erkennbar.
- Datierung: Baubeginn, Fertigstellung, Datum der Erstnennung oder grobe zeitliche Einordnung entsprechend des Eintrags in der sächsischen Denkmaldatenbank
- Beschreibung: Kurzcharakteristik des Kulturdenkmals entsprechend des Eintrags in der sächsischen Denkmaldatenbank, ggf. ergänzt durch die dort nur selten veröffentlichten Erfassungstexte oder zusätzliche Informationen
- ID: Vom Landesamt für Denkmalpflege Sachsen vergebene, das Kulturdenkmal eindeutig identifizierende Objekt-Nummer. Der Link führt zum PDF-Denkmaldokument des Landesamtes für Denkmalpflege Sachsen. Bei ehemaligen Kulturdenkmalen können die Objektnummern unbekannt sein und deshalb fehlen bzw. die Links von aus der Datenbank entfernten Objektnummern ins Leere führen. Ein ggf. vorhandenes Icon  führt zu den Angaben des Kulturdenkmals bei Wikidata.

## Ausführliche Denkmaltexte
1. ↑  Stöckigter Straße 55:
1903 erbaute der Plauener Baumeister Paul Brückner im eigenen Auftrag das Mietshaus Stöckigter Straße 55 sowie das gleich gestaltete Nachbargebäude. Bedingt durch die Industrialisierung im ausgehenden 19. Jahrhundert, die auch die Stadt Plauen ergriffen hatte, bestand ein großer Bedarf an Arbeitskräften. Die Bevölkerungsstatistik jener Jahre zeigt, dass allein im Jahr 1903 8460 neue Bewohner in die Stadt kamen. Für die neuen Einwohner stand nicht genügend Wohnraum zur Verfügung, so dass die bestehenden Häuser überbelegt waren und sogar Kellerräume und Waschhäuser zu Wohnzwecken genutzt wurden. Diese Situation bildete den wirtschaftlichen Hintergrund eines Baubooms auch in Plauen, der das Bild der Stadt vollständig verändern sollte. So entstanden im gleichen Jahr, in dem die genannten Mietshäuser erbaut wurden, 466 neue Gebäude mit 2145 Wohnungen in Plauen. Es handelt sich dabei um Mietspekulationsbauten und keine Sozialbauten. Um diese Häuser gut verkaufen bzw. vermieten zu können, mussten sie jedoch bestimmten Standards entsprechen und ansprechend gestaltet sein. Die genannten Mietshäuser in der Stöckigter Straße mit ihrer durch den Jugendstil geprägten Gestaltung sind typische Beispiele dieser Entwicklung. Beide in Klinkermischbauweise errichteten Mietshäuser weisen aufgeputzte Pilaster, Putzstuckfelder mit floralen und ornamentalen Motiven sowie Tierdarstellungen (Frösche, Vögel, Tauben) sowie unterschiedliche Putzstrukturen auf. Die ursprünglich in beiden Häusern befindlichen Schaufenster wurden zugesetzt. Die alten Adressbücher Plauens dokumentieren, dass sich in den ehemaligen Läden u. a. die Materialwaren- und Heizmittelhandlung Schröder, die Bäckerei Wagner und die Esswarenhandlung Böhm befunden haben.
Plauen wurde im 2. Weltkrieg stark zerstört, allerdings war hiervon die Ostvorstadt weniger betroffen. Die beiden Mietshäuser blieben in sehr gutem Originalzustand erhalten und dokumentieren damit authentisch die beschriebenen Stadtentwicklungsprozesse. Hieraus leitet sich die bau- und stadtentwicklungsgeschichtliche Bedeutung ab, die den Denkmalwert beider Häuser begründet.